# Lilium hansonii
Lilium hansonii là một loài thực vật có hoa trong họ Liliaceae. Loài này được Leichtlin ex D.D.T.Moore miêu tả khoa học đầu tiên năm 1871.